# Arapaima gigas
De arapaima (Arapaima gigas), ook wel bekend als de pirarucu, is een vis die voorkomt in het Amazonegebied van Brazilië, Bolivia, Colombia, Ecuador, Peru en Venezuela. Het is een van de grootste zoetwatervissen ter wereld. Hij is de enige vis van het gelijknamige geslacht Arapaima en behoort tot de familie van de beentongvissen (Arapaimidae). Onderzoek wees echter uit dat het bij de arapaima waarschijnlijk niet om één soort gaat, maar om vier soorten.

## Kenmerken
De arapaima kan een lengte bereiken van ruim 300 cm en een gewicht bereiken van ongeveer 200 kilo. Daarmee is het de grootste geschubde zoetwatervis. Het gestroomlijnde lichaam is grijs tot donker geelgroen. Hij heeft een krachtige, afgeronde staartvin. De lange rug- en aarsvin bevinden zich vlak bij de staart.

## Leefwijze
Om zijn zuurstofbehoefte te dekken zijn de kieuwen niet toereikend, dus moet hij naar de oppervlakte om lucht te happen. Ze happen om de 5 à 15 minuten naar lucht boven water, waardoor ze ook in zuurstofarme rivieren en meren kunnen overleven en zo kunnen jagen op vissen die minder beweeglijk zijn in die omstandigheden. Dit gedrag maakt ze echter ook kwetsbaarder, waardoor de smakelijke vissen snel gevangen kunnen worden door mensen. De jonge visjes, wier kleur dezelfde is als de kop van het mannetje, zwemmen ter bescherming vlak bij het wateroppervlak boven zijn kop, terwijl het wijfje eromheen cirkelt om aanvallers af te weren.
In Thailand is hij uitgezet voor de sportvisserij, doch dit bedreigt de inheemse vissoorten, daar deze vis een geduchte rover is.
De vis is inmiddels ook omvangrijk in de Rio Yata in Bolivia aanwezig. Piranha's zijn belangrijk voedsel voor ze. In de afgelopen jaren zijn de arapaima's in aantal gegroeid en dat heeft voor een aanpassing in het gedrag van de piranha's geleid. Sinds een paar jaar zijn ze een stuk agressiever geworden. Ze hebben mensen en zelfs een paard aangevallen.

## Bedreiging
De diersoort staat door overbevissing onder druk. De soort stelt ook hoge eisen aan zijn omgeving en is relatief laat geslachtsrijp, pas rond hun dertigste levensjaar zijn ze vruchtbaar. Omdat er ook vier soorten zouden zijn en deze niet erg goed bekend zijn, is er een risico dat één of meer soorten uitsterven.